# Jakub Żubrowski
Jakub Żubrowski (Stettino, 21 marzo 1992) è un ex calciatore polacco, di ruolo centrocampista.